# Magda, Brasilien
Magda är en ort i Brasilien.   Den ligger i kommunen Magda och delstaten São Paulo, i den södra delen av landet, 600 km söder om huvudstaden Brasília. Magda ligger 506 meter över havet och antalet invånare är 3 200.
Terrängen runt Magda är huvudsakligen platt. Magda ligger uppe på en höjd. Närmaste större samhälle är Nhandeara, 19,9 km öster om Magda.
Omgivningarna runt Magda är en mosaik av jordbruksmark och naturlig växtlighet. Runt Magda är det glesbefolkat, med 14 invånare per kvadratkilometer.